# USS LST-326

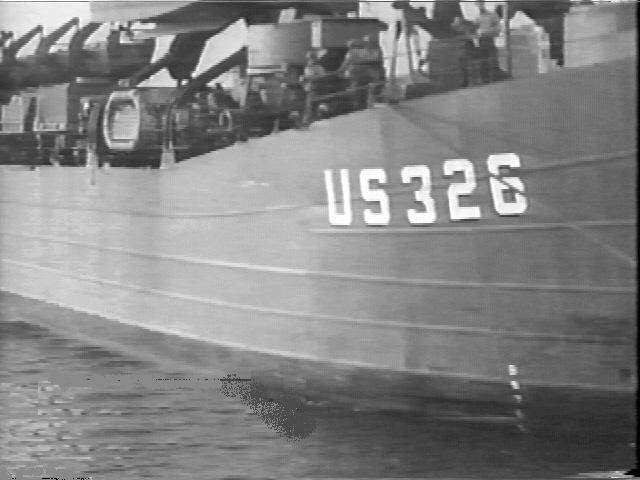
lateral da USS LST-326

O USS LST-326 foi um navio de guerra norte-americano da classe LST que operou durante a Segunda Guerra Mundial.